# 厄律曼托斯山的野豬

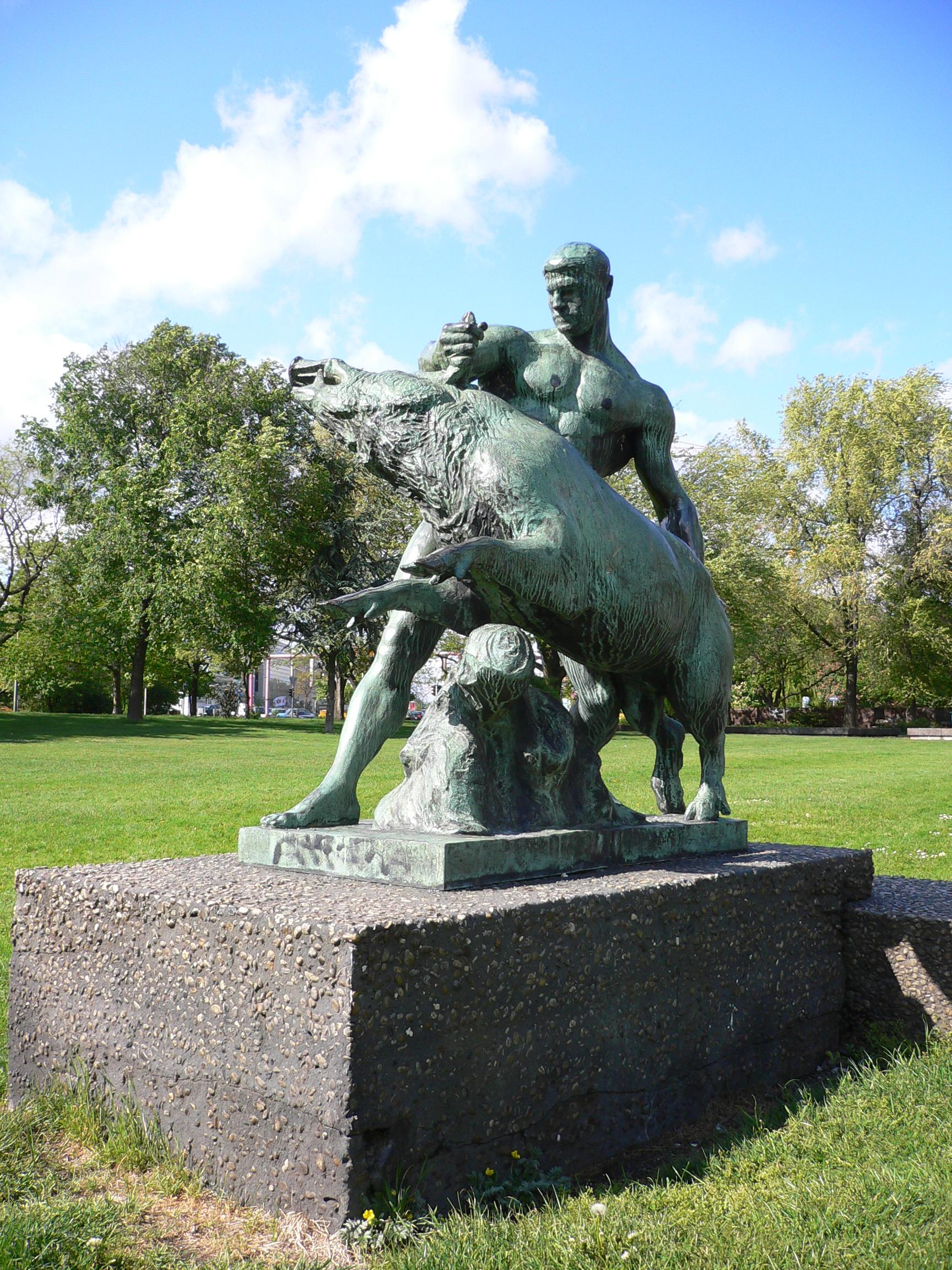
海克力士與厄律曼托斯山的野豬打鬥情形雕像

厄律曼托斯山的野猪是希臘神話中的生物，這頭野豬體型壯碩，長年居住於厄律曼托斯山（位於伯羅奔尼撒半島西北部群山）上，也是希臘神話英雄赫拉克勒斯的十二項試煉之一，赫拉克勒斯用盡各種計謀將這頭大野豬給趕入雪地裡的陷阱。厄律曼托斯野豬奔跑速度非常快，難以捕捉。

## 外部連結
- Greek Mountain Flora
- Theoi Project : Erymanthian Boar, Giant boar of Arcadia （页面存档备份，存于）